# Skylla sig själv
Skylla sig själv är en bok av Maria-Pia Boëthius från 1976. Boken problematiserar samhällets inställning till våldtäkt utifrån utgångspunkten att det generellt är våldtäktsoffret själv som skuldbeläggs. Boken tillkom efter en debatt i Expressen i januari 1976.

## Handling
Skylla sig själv hade stor del i skapadet av den debatt som ifrågasatte tidens lagstiftning om våldtäkt och sexualbrott mot kvinnor. Boken kom i anslutning till att regeringen tillsatt en utredning för sexualbrott (SOU 1976:9), vilken gav sitt betänkande samma år som boken publicerades. I fokus låg huruvida kvinnans agerande före brottet skulle tas med i bedömningen av brottet eller inte. En ny lag om våldtäkt kom 1984, där offrets agerande inte längre tillskrevs relevans för själva brottet. 
Boken blev mycket uppmärksammad när den kom, och Boëthius föreläser ännu på temat. 2018 gavs boken ut igen med ett nyskrivet förord av författaren.